# Teatr w Epidauros

Teatr w Epidauros

Teatr w Epidauros – starożytna budowla powstała w Epidauros najprawdopodobniej ok. 330 r. p.n.e., zaprojektowana przez Polikleta Młodszego. Widownia mieści ponad 12 tysięcy widzów. Teatr cechuje się doskonałą akustyką, wskutek czego szept czy szelest na scenie słychać było nawet w najbardziej oddalonym rzędzie. Widownia teatru zachowała się w dobrym stanie, głównie dlatego, że aż do XIX w. była ona przykryta warstwą ziemi. Nadal są tu wystawiane dramaty starożytnych greckich dramaturgów, w tym Sofoklesa, Eurypidesa, Ajschylosa.
W 2014 roku teatr, wraz z 14 innymi starożytnymi teatrami greckimi, został wpisany na grecką listę informacyjną UNESCO – listę obiektów, które Grecja zamierza rozpatrzyć do zgłoszenia do wpisu na listę światowego dziedzictwa UNESCO. 